# Caloptilia syrphetias
Caloptilia syrphetias är en fjärilsart som först beskrevs av Edward Meyrick 1907.  Caloptilia syrphetias ingår i släktet Caloptilia och familjen styltmalar.
Artens utbredningsområde är:
- Hongkong (Kina).
- Sri Lanka.
- Thailand.

Inga underarter finns listade i Catalogue of Life.